# 사파위 라싯
사파위 라싯(말레이어: Safawi Rasid, 1997년 3월 5일 ~ )은 말레이시아의 축구 선수로 현재 조호르 다룰 탁짐에서 공격수로 활약하고 있다.

## 선수 경력

### 클럽
2015 시즌 테렝가누 FC에서 프로에 데뷔하여 2016 시즌까지 49경기 6골을 집어넣으며 2015 시즌 리그 3위 입상 및 차기 시즌 1부 리그 승격에 기여한 뒤 2017 시즌을 앞두고 1부 리그 명문팀인 조호르 다룰 탁짐으로 이적 후 2020년 포르투갈 프리메이라리가 포르티모넨스 SC로의 임대 이적, 자국 리그의 랏차부리 FC로의 임대 이적을 제외하고 2023년 현재까지 158경기 54골을 터뜨리며 팀의 리그 6연패, 말레이시아컵 2회 우승, 말레이시아 FA컵 2회 우승 말레이시아 슈퍼컵 5연패 등 팀의 주축 미드필더 및 공격수로 맹활약하고 있으며 이 뿐만 아니라 2019년 말레이시아컵 득점왕 및 최우수선수상, 풋볼매거진 포포투에서 선정한 2018년 올해의 동남아시아 선수상, 말레이시아 슈퍼리그 2회 연속 베스트 11, 2018년 말레이시아 축구 최고의 미드필더상, 2019년 말레이시아 축구 최고의 공격수상, 2회 연속 말레이시아 축구 최우수선수상 등 개인상까지 휩쓰는 기염까지 토했다.

### 국가대표팀
말레이시아 U-23 대표팀 소속으로 자국에서 열린 2016년 네이션스컵에 출전하여 팀의 준우승을 이끌었고 같은 해 8월 말레이시아 성인대표팀의 일원으로 인도네시아와의 친선 경기에서 국제 A매치 데뷔전을 치렀고 팀은 이 경기에서 0-3으로 완패했다.
이후 2016년 AFF 스즈키컵 23인 출전 엔트리에 합류하며 성인대표팀 데뷔 첫 국제 대회에 참가하였으나 팀은 이 대회에서 캄보디아를 상대로 조별리그 첫 경기에서 3-2의 신승을 거두었음에도 2·3차전에서 베트남과 미얀마에 연거푸 1점차로 패하며 1승 2패·B조 3위로 대회를 마감했다.
그리고 다시 U-23 대표팀에 합류 후 이듬해에 자국에서 열린 2017년 동남아시아 경기 대회에 참가하여 5경기 2골을 뽑아내며 팀의 은메달 획득에 기여했고 같은 해 11월 10일 성인대표팀 소속으로 북한과의 2019년 AFC 아시안컵 3차 예선 B조 4차전에서 국제 A매치 데뷔골을 신고했으나 팀은 이 경기에서 1-4로 패하며 4연패 수렁에 빠졌다.
그 후 다시 U-23 대표팀의 일원으로 2018년 아시안 게임에 참가하여 훗날 이 대회에서 우승을 차지한 대한민국과의 E조 조별리그 2차전에서 멀티골을 터뜨렸고 바레인과의 최종전에서도 득점포를 가동하며 팀의 16강 진출(2승 1패·E조 1위)의 일등공신으로 맹활약했으며 또 같은 해 11월 성인대표팀 일원으로 2018년 AFF 스즈키컵에도 참가하여 베트남과의 결승 1차전에서 A매치 통산 4번째 득점을 성공시키며 팀의 AFF 스즈키컵 통산 3번째 준우승에 일조한데 힘입어 이 대회 베스트 11에 선정되었다.
이후 2022년 FIFA 월드컵 아시아 지역 2차 예선 G조에서도 8경기 3골을 터뜨리며 비록 최종 예선 진출에는 실패했지만 그나마 2023년 AFC 아시안컵 3차 예선 진출에 일조하는 모습을 보여주었고 2020년 AFF 스즈키컵에서는 4경기에서 4골을 터뜨리며 필리핀의 비엔베니도 마라뇬, 태국의 차나팁 송끄라신과 티라실 당다와 함께 공동 득점왕에 등극했지만 팀이 2승 2패·B조 3위로 조별리그에서 탈락하면서 빛이 바랬다.
그 뒤 자국에서 열린 2023년 AFC 아시안컵 3차 예선 E조 조별리그 3경기에서 2골을 터뜨리며 43년만의 아시안컵 자력 본선 진출이자 공동 개최국으로 참가했던 2007년 이후 16년만의 아시안컵 본선 진출의 쾌거를 이끌어냈다.

## 수상

### 클럽
테렝가누 FC
- 말레이시아 프리미어리그 : 3위 (2016)

조호르 다룰 탁짐
- 말레이시아 슈퍼리그 : 우승 (2017, 2018, 2019, 2020, 2021, 2022)
- 말레이시아컵 : 우승 (2017, 2019, 2022), 준우승 (2021), 4강 (2018)
- 말레이시아 FA컵 : 우승 (2022, 2023)
- 말레이시아 슈퍼컵 : 우승 (2018, 2019, 2020, 2021, 2022), 준우승 (2017)

### 국가대표팀
말레이시아 U-23
- 네이션스컵 : 준우승 (2016)
- 동남아시아 경기 대회 : 은메달 (2017)

 말레이시아
- AFF 챔피언십 : 준우승 (2018)

### 개인
- 말레이시아 슈퍼리그 득점왕 : 2019
- 말레이시아 슈퍼리그 최우수선수 : 2019
- 포포투 선정 올해의 동남아시아 신인 선수 : 2018
- 말레이시아 축구 리그 최고의 유망주 : 2016, 2018
- 말레이시아 축구 리그 베스트 11 : 2018, 2019
- 말레이시아 축구 리그 최고의 미드필더 : 2018
- 말레이시아 축구 리그 최고의 공격수 : 2019
- 말레이시아 축구 리그 최고의 유명 선수 : 2019
- 말레이시아 축구 리그 최우수선수 : 2018, 2019
- AFF 스즈키컵 베스트 11 : 2018
- AFF 스즈키컵 득점왕 : 2020 (4골/비엔베니도 마라뇬, 차나팁 송끄라신, 티라실 당다와 공동 수상)